# 飛騨市立河合小学校
飛騨市立河合小学校 （ひだしりつ かわいしょうがっこう）は、岐阜県飛騨市河合町にある公立小学校。校区は飛騨市河合町全域（旧・吉城郡河合村）である。

## 沿革
- 1992年（平成4年）4月 - 河合村立角川小学校と河合村立稲越小学校を統合し河合村立河合小学校として開校。旧・角川小学校の校舎を使用する。
- 2004年（平成16年）2月1日 - 古川町、宮川村、神岡町、河合村が合併し、飛騨市が発足。同時に飛騨市立河合小学校に改称する。
- 2011年（平成23年）9月8日 - 同年3月に飛騨市立古川中学校と統合されて閉校した旧・飛騨市立河合中学校の校地に移転。

## 著名な出身者
- 根尾昂 - プロ野球選手